# 23 грудня
23 грудня — 357-й день року (358-й у високосні роки) у григоріанському календарі. До кінця року залишається 8 днів.

## Свята і пам'ятні дні

### Міжнародні
- Всесвітній день сноуборду.

### Національні
- Україна: День групи «Географія рекреації та туризму».
- Єгипет: Звільнення єгипетською армією Порт-Саїда.
- Японія: День народження Імператора.

### Релігійні

#### Західне християнство
- Пам'ять святих Вікторії[en], Даґоберта II, Торлака Торгальссона, Яна Кентійського[en].

#### Східне християнство
- Пам'ять мучеників на Криті: Феодула, Саторнина, Євпора, Геласія, Євникіана, Зотика, Помпія, Агафопуса, Василіда та Євареста;
- Пам'ять преподобних Нифонта Кіпрського та Павла Неокесарійського[1];
- Пам'ять Бенам, Сарра і сорок мучеників[en] (Коптська церква);
- Пам'ять святих Абассада[en] та Псота[en] (Коптська церква).

## Іменини
✝  Католицькі: Вікторія, Даґоберт, Торлак, Ян.
✙ Православні: Агафопус, Василід, Геласій, Єварест, Євникіан, Євпор, Зотик, Нифонт, Павло, Помпій, Сатурнин/Саторнин, Теодул/Феодул.

## Події
- 1583 — В урочистих умовах Папа Римський Климентій VIII формально прийняв українську православну церкву під свою зверхність.
- 1846 — Брати Джордж і Майкл Боїнґи заснували компанію з випуску велосипедів, яка нині займається авіабудуванням і авіаперевезеннями.
- 1873 — Засноване Наукове товариство імені Шевченка.
- 1913 — Відбувся перший політ літака І.Сікорського «Ілля Муромець».
- 1947 — 1 січня в СРСР оголосили вихідним днем.
- 1947 — У Bell Laboratories американські вчені Волтер Браттейн та Вільям Шоклі продемонстрували свій винахід — транзистор. Згодом вони отримали Нобелівську премію.
- 1953 — народилася Романова Марія Володимирівна — голова Російського імператорського дому (2009 рік).
- 1954 — Перша успішна пересадка нирки у світі, Рональд Херрік пожертвував нирку своєму братові-близнюку Річарду. Трансплантація відбулася в госпіталі Brigham в Бостоні, штат Массачусетс. Операція дозволила братові Херріка прожити вісім років.
- 1968 — Американські астронавти Борман, Ловелл і Андерс стали першими людьми, які досягли орбіти Місяця.
- 1972 — Манагуа, столиця Нікарагуа, зруйнована землетрусом потужністю 6,5 бала. Загинуло понад 10 тисяч людей.
- 1972 — Через 73 дні після авіакатастрофи літака рейсу 571 Air Force в Андах було врятовано 16 жертв тієї аварії. На основі цих подій у 1993 році режисер Френк Маршалл зняв фільм «Живі».
- 1983 — Жанн Саве стала першою жінкою, призначеною генерал-губернатором Канади.
- 1986 — У Москву після 7-річного заслання в Горькому повернувся академік-дисидент Андрій Сахаров.
- 1990 — На всенародному референдумі 88 % громадян Словенії проголосували за незалежність країни від Югославії.
- 1991 — Незалежність України визнали Казахстан, Ліхтенштейн, Швейцарія і Коста-Рика. Встановлено дипломатичні відносини з Казахстаном.
- 1995 — В Індії під час новорічних святкувань внаслідок пожежі в Дабвалі у вогні загинули 540 людей, у тому числі 170 дітей.
- 2014 — Верховна Рада проголосувала за відмову від позаблокового статусу України.
- 2015 — російські хакери здійснили кібератаку на енергетичні компанії України.

## Народились
Дивись також Категорія:Народились 23 грудня
- 1573 — Джованні Баттіста Креспі, італійській художник доби раннього бароко, скульптор і архітектор.
- 1743 — Іполит Богданович, поет, видавець, перекладач. Випускник Києво-Могилянської академії.
- 1790 — Жан-Франсуа Шампольйон, французький історик-орієнталіст, лінгвіст. Визнаний засновник єгиптології, якому вдалось розшифрувати ієрогліфи.
- 1799 — Карл Брюллов, російський живописець (Останній день Помпеї, Вершниця).
- 1878 — Степан Тимошенко, український, американський та німецький вчений. Батько теоретичної механіки. Основоположник теорії міцності матеріалів, теорії пружності та коливань.
- 1882 — Адам Коцко, громадський діяч, борець за український університет у Львові. Убитий польським шовіністом під час студентських виступів 01.07.1910.
- 1924 — Михайло Водяной (Вассерман), артист оперети, керівник Одеського театру музичної комедії, що тепер має його ім'я, народний артист СРСР.
- 1925 — П'єр Береговуа, французький прем'єр-міністр українського походження.
- 1934 — Наталія Фатєєва, актриса театру і кіно (Зоя у фільмі «Три плюс два», дочка професора Мальцева у «Джентльменах удачі», Ірина Соболевська у «Місце зустрічі змінити не можна»).
- 1950 — Вісенте Дель Боске, іспанський футболіст (півзахисник) і тренер. З 2008-го — тренер національної збірної Іспанії.
- 1964 — Едді Веддер, американський музикант та співзасновник гурту Pearl Jam.
- 1968 — Карла Бруні, італо-французька модель, поп-співачка, дружина президента Франції Ніколя Саркозі
- 1968 — Мануель Рівера-Ортіс, американський фотограф.
- 1979 — Скотт Гомес, американський хокеїст.
- 1999 — Максим Лях, солдат Збройних сил України, учасник російсько-української війни, Герой України (посмертно).
- 2002 — Фінн Вулфгард, канадський актор і музикант.

## Померли
Дивись також Категорія:Померли 23 грудня
- 1789 — Шарль-Мішель Епе, французький ксьондз, один з основоположників сурдопедагогіки.
- 1890 — Зайцев Іван Кіндратович, український і російський художник-портретист, автор мемуарів «Спогади старого вчителя» про Тараса Шевченка.
- 1907 — П'єр Жуль Сезар Жансен, французький астроном, який першим знайшов новий хімічний елемент гелій на Сонці.
- 1923 — Іван Похитонов, український живописець та графік.
- 1934 — Георг Еліс Мюллер, німецький філософ, один з перших експериментальних психологів. Професорував у Геттінгені та Чернівцях.
- 1973 — Джерард Петер Койпер, нідерландський і американський астроном.
- 1978 — Мечислав Павликовський, польський актор театру та кіно.
- 2007 — Оскар Пітерсон, канадський джазовий піаніст.
- 2019 — Віталій Дорошенко, український актор кіно та дубляжу, заслужений артист України.